# Agostino Depretis
Agostino Depretis (Stradella, 31 de Janeiro de 1813 — Stradella, 29 de Julho de 1887) foi um político italiano. Ocupou o cargo de primeiro-ministro da Itália.

## Carreira
Ele serviu como primeiro-ministro da Itália por vários períodos entre 1876 e 1887, e foi líder do grupo parlamentar da Esquerda Histórica por mais de uma década. Ele é o quarto primeiro-ministro mais antigo da história italiana, depois de Benito Mussolini, Giovanni Giolitti e Silvio Berlusconi. Depretis é considerado um dos políticos mais poderosos e importantes da história italiana.
Ele era um mestre na arte política do Trasformismo, o método de fazer uma coalizão de governo flexível e centrista que isolou os extremos da esquerda e da direita na política italiana após a unificação.
Atos notáveis do governo incluíram a abolição do imposto sobre grãos, a expansão dos direitos de voto, a expansão da rede ferroviária, a entrada na Tríplice Aliança e a ocupação de Massaua na Eritreia, que estabeleceu as políticas coloniais da Itália. Por outro lado, os governos sob sua liderança aumentaram acentuadamente os impostos indiretos sem superar a crise crônica no orçamento do Estado italiano. As estruturas partidárias originais que surgiram no final do Risorgimento foram destruídas pelo transformismo e substituídas pelas lealdades pessoais de líderes individuais.